# Allée du Cloître
L'allée du Cloître (en néerlandais : Kloosterdreef) est une rue de Bruxelles (Belgique).

## Situation et accès
Elle part de l'angle de la rue du Monastère pour se terminer en cul-de-sac en contrebas de l'avenue Louise. Elle longe le mur d'enceinte de l'abbaye de la Cambre.